# Piero Biagini
Piero Biagini (Lucca, 14 novembre 1932) è un ex calciatore italiano, di ruolo centrocampista.

## Carriera
Centrocampista centrale, giocò in Serie A con Lucchese e Roma.